# Miran Erič
Miran Erič [míran érič] (vzdevek "Pac"), slovenski akademski slikar, podvodni arheolog, konservator, potapljač, jamar, * 9. februar 1959, Maribor, † 22. maj 2023, Ljubljana

## Življenjepis
Rojen je mami Ljudmili Wieser (Milka), učiteljici in ravnateljici iz Slovenjega Plajberka na Koroškem, ter očetu Milojku Eriću, oficirju 4. armade iz Gornje Crnuće (Gornja Vraćevšnica blizu Gornjega Milanovca). 
Njegov brat je slikar, ilustrator, filmski animator in profesor na ALUO Milan Erič.

## Izobrazba
Osnovno šolo je obiskoval v Mariboru, srednjo kadetsko šolo za miličnike pa v Tacnu med leti 1973 in 1976. Po zaključeni srednji šoli je prakso opravil na Postaji milice Ljubljana Center in nato služboval kot miličnik na Postaji milice Ribnica do 1981 leta. Leta 1981 so ga mladinke in mladinci Zveze socialistične mladine Slovenije Ribnica izvolili za občinskega sekretarja ZSMS. V teh letih se je pridružil Društvu za raziskovanje jam Ribnica.
Kot jamski potapljač je med leti 1985 in 1998 deloval v Jamarski reševalni službi.
Po študiju na Pedagoški akademiji (1982-84) se je leta 1984 vpisal na Akademijo za likovno umetnost v Ljubljani, kjer je zaključil dodiplomski študij slikarstva. Pet svojih velikih platen, ki jih je naslikal še v času študija, je leta 2014 podaril Fakulteti za računalništvo in informatiko za njihovo novo stavbo. Erič je nato na akademiji končal še specialistični študij na področju zaščite mokrega lesa. Z  Oddelkom za arheologijo Filozofske fakultete Univerze v Ljubljani je začel sodelovati leta 1992.
Takrat je vpisal magistrski študij, ki ga je leta 1998 zaključil z nalogo Moker les iz arheoloških najdišč v Sloveniji.

## Raziskovalno delo
Iz  Oddelka za arheologijo Filozofske fakultete UL, kjer je deloval kot raziskovalec se je leta 2005 preselil na ZVKDS (Zavod za varstvo kulturne dediščine Slovenije), kjer je kot konservator deloval na področju raziskovanja in zaščite podvodne dediščine. Miran Erič se je ukvarjal z razvojem 3D metodologij dokumentiranja podvodnih najdišč, raziskavami na področju zgodnjih plovil, razvojem metodologij konserviranja mokrega lesa ter rabo in dediščino 
slikovnega jezika. 
Na področju 3D dokumentiranja je Erič skoraj 20 let sodeloval z Laboratorijem za računalniški vid na Fakulteti za računalništvo in informatiko Univerze v Ljubljani, ki ga je vodil Franc Solina.
Na svojo pobudo je s skupino raziskovalcev na področju zgodnjih plovil iz cele Evrope (ambasadorjev) leta 2015 ustanovil
mednarodno pobudo Early Watercraft - A global perspective of invention and development, ki je leta 2020 štela že 110 individualnih in 32 institucionalnih ambasadorjev iz 53 držav na vseh celinah.

Kot podvodni arheolog je sodeloval na mnogih domačih in tujih arheoloških projektih ter je več kot dve desetletji s prispevki sodeloval na mednarodnih kongresih.

V okviru Univerze za tretje življenjsko obdobje in KUD France Prešeren
je bil med leti 1988-90 in 1992-2013 mentor skupine slikarjev amaterjev "Želve".

## Izbrana bibliografija
- Miran Erič, član uredništva in tehnični urednik zbirke Arheologija na avtocestah Slovenije, Ljubljana, ZVKDS, 2006-2010, (COBISS)
- Miran Erič, Andrej Gaspari (urednika). Potopljena preteklost : arheologija vodnih okolij in raziskovanje podvodne kulturne dediščine v Sloveniji :  zbornik ob 128-letnici Dežmanovih raziskav Ljubljanice na Vrhniki (1884-2012). Didakta, Radovljica, 2012, (COBISS)
- Miran Erič. "New reflections on the protection of World heritage in the future : global symbolic meaning of autochthonous and indigenous origins of water navigation". International journal of heritage in the digital era 3(4):597-612, 2014, (COBISS)
- Miran Erič, Andrej Gaspari, Katarina Čufar, Franc Solina, Tomaž Verbič. "Zgodnjerimska ladja iz Ljubljanice pri Sinji Gorici = Early Roman barge from the Ljubljanica River at Sinja Gorica". Arheološki vestnik 65:187-254, 2014, (COBISS)
- Aleš Jaklič, Miran Erič, Igor Mihajlović, Žiga Stopinšek, Franc Solina. "Volumetric models from 3D point clouds: The case study of sarcophagi cargo from a 2nd/3rd century AD Roman shipwreck near Sutivan on island Brač, Croatia". Journal of Archaeological Science 62 (October):143–152, 2015, (COBISS)
- Miran Erič, Franc Solina. "Slikovni jezik in današnja (neskladna) raba". Časopis za kritiko znanosti 44(265):134-147, 2016, (COBISS).
- Miran Erič, Enej Guček Puhar, Aleš Jaklič, Franc Solina. "The Necessity of Changing the Methodology of Preserving Waterlogged Wooden Objects : the Case of a Palaeolithic Wooden Point from the Ljubljanica River". Skyllis : Zeitschrift für Unterwasserarchäologie 18(2):174-185, 2018, (COBISS)
- Miran Erič, David Stopar, Franc Solina, Katja Kavkler. "Reconceptualization of the contemporary maritime museum. do we really need the original waterlogged wooden artefacts and objects". Skyllis : Zeitschrift für Unterwasserarchäologie 19(1/2):11-28, 2019, (COBISS)
- Miran Erič, Enej Guček Puhar, Žiga Stopinšek, Aleš Jaklič, Franc Solina. "The significance of detailed analysis of 3D cloud points which include data that the human eye can overlook : the case of a flat-bottomed ship from the Ljubljanica river". Skyllis : Zeitschrift für Unterwasserarchäologie 19(1/2):29-40, 2019, (COBISS)

## Posebna znanja
- potapljač CMAS (Confédération Mondiale des Activités Subaquatiques): **** four star diver
- potapljač IANTD (en) (International Association of Nitrox and Technical Divers): Advanced Nitrox diver
- potapljač ESDP (en) (European Scientific Diving Panel): Advanced European Scientific Diver